# Wiktar Zujeu
Wiktar Zujeu (biał. Віктар Зуеў, ros. Виктор Зуев, Wiktor Zujew; ur. 22 maja 1983 w Witebsku) – białoruski bokser. Wielokrotny mistrz Białorusi oraz medalista amatorskich mistrzostw świata i Europy w wadze ciężkiej i superciężkiej. Srebrny medalista olimpijski z 2004 roku.
Karierę rozpoczynał w wadze ciężkiej (do 91 kg). Pierwszy znaczący międzynarodowy sukces osiągnął w 2002 roku na mistrzostwach Europy w Permie, gdy w wieku 19 lat zdobył brązowy medal. Rok później zajął również 3. miejsce na mistrzostwach świata, a dwa lata później został wicemistrzem Europy. Ukoronowaniem tych sukcesów było zdobycie w 2004 roku na igrzyskach olimpijskich w Atenach srebrnego medalu. Zujeu ustąpił tam jedynie Odlanierowi Solísowi (13:22). 
Następne cztery lata były jednak dla Białorusina nieudane. W 2008 roku w Pekinie został wyeliminowany już po pierwszej walce, przegrywając na punkty z Włochem Clemente Russo (1:7). Po igrzyskach przeszedł do wagi superciężkiej (ponad 91 kg). W nowej kategorii wagowej powrócił do światowej czołówki, zdobywając 3. miejsce na mistrzostwach świata w Mediolanie i 2. na mistrzostwach Europy w Moskwie.
W 2011 roku, broniąc w Ankarze wicemistrzostwa Europy, zmierzył się już w pierwszej rundzie z faworytem turnieju, Roberto Cammarelle. Włoch pokonał go przed czasem po ciosach w głowę (RSC-H).